# 569 v. Chr.
Portal Geschichte | Portal Biografien | Aktuelle Ereignisse | Jahreskalender | Tagesartikel

◄ |
7. Jahrhundert v. Chr. |
6. Jahrhundert v. Chr. |
5. Jahrhundert v. Chr. |
►

◄ | 580er v. Chr. | 570er v. Chr. | 560er v. Chr. | 550er v. Chr. |
540er v. Chr. |
►

◄◄ | ◄ | 572 v. Chr. | 571 v. Chr. | 570 v. Chr. | 569 v. Chr. |
568 v. Chr. |
567 v. Chr. |
566 v. Chr. |
► |
►►

## Ereignisse

### Politik und Weltgeschehen
- Zwischen den aufständischen Machimoi unter Amasis und den Söldnern des Pharaos Apries kommt es zur Entscheidungsschlacht bei Momemphis, die Amasis für sich entscheidet. Er wird damit neuer Pharao der 26. Dynastie.

### Wissenschaft und Technik
- Im babylonischen Kalender fällt das babylonische Neujahr des 1. Nisannu auf den 28.–29. März[1], der Vollmond im Nisannu auf den 11. April[1] und der 1. Tašritu auf den 21.–22. September[1].[2]